# Sistema de ligas de fútbol de Uruguay

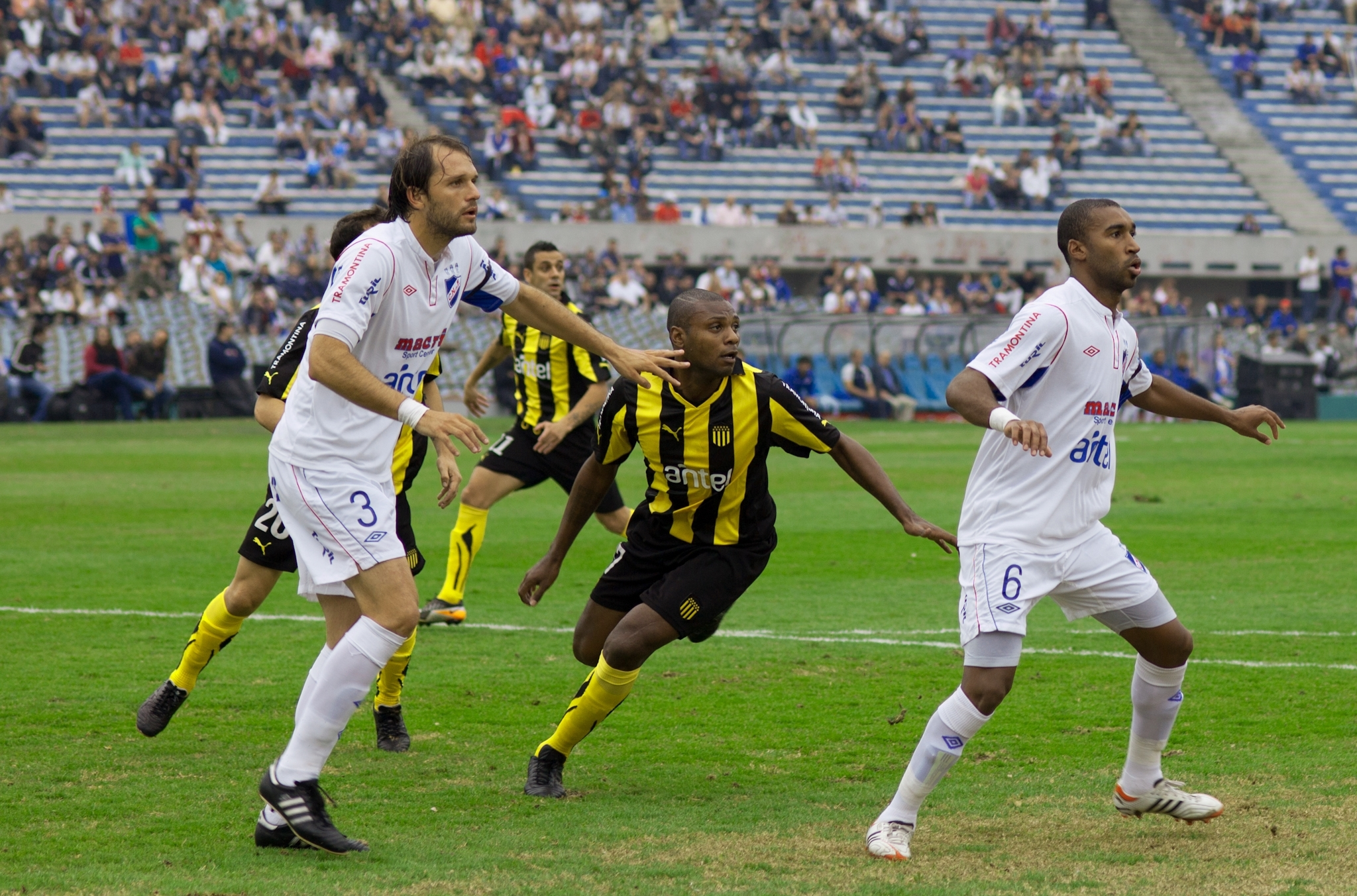
Los partidos entre Nacional y Peñarol son los principales del Campeonato Uruguayo.

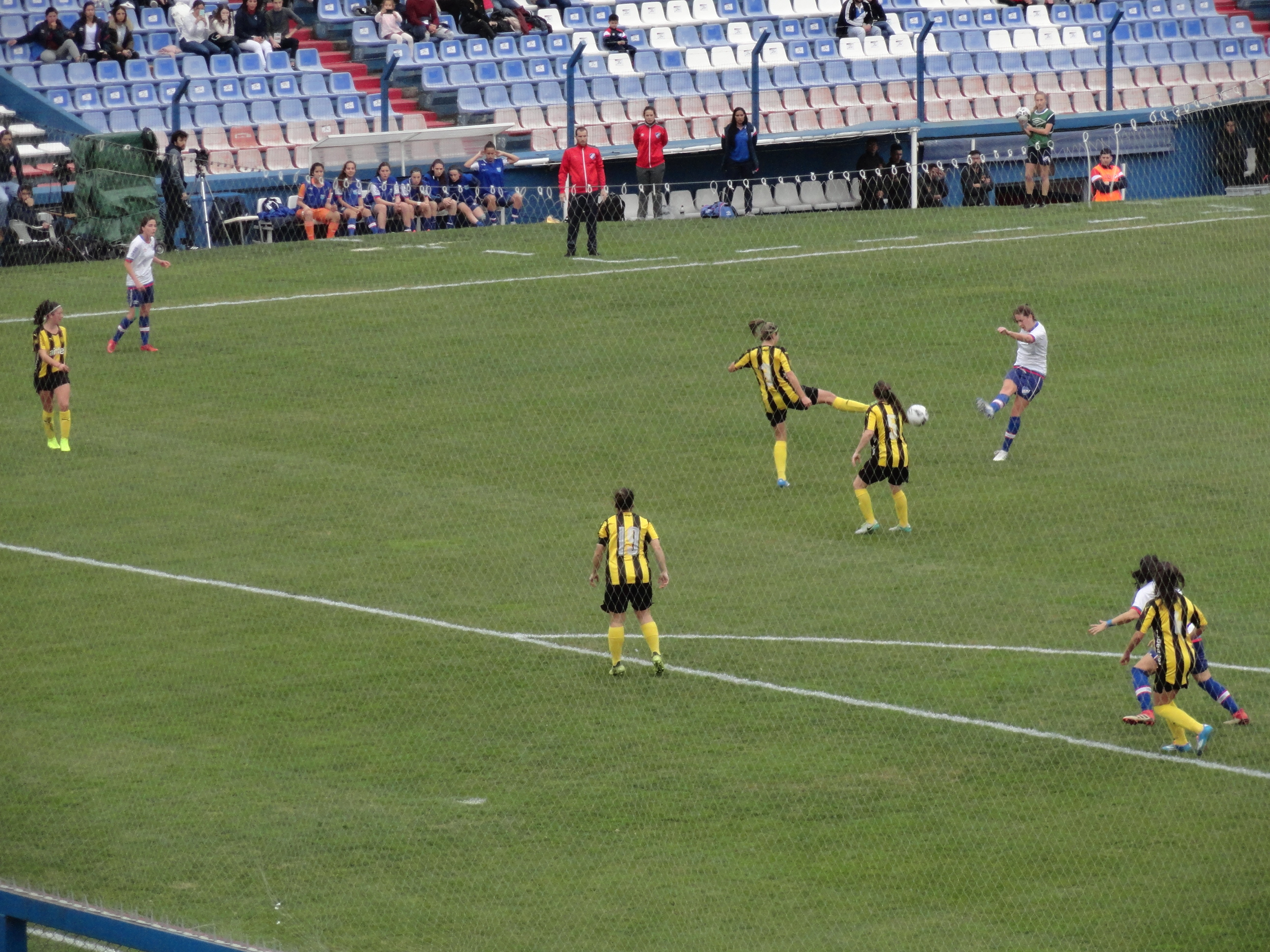
La relevancia se extiende tanto el ámbito masculino como femenino.

El Sistema de ligas de fútbol de Uruguay es una serie de ligas interconectadas, organizadas por la Asociación Uruguaya de Fútbol (AUF), para los clubes de fútbol de Uruguay, tanto en la rama masculina como en la femenina. En teoría este sistema cuenta con una modalidad de descensos y ascensos entre diferentes ligas en diferentes niveles, que debería permitir que incluso el club más pequeño pueda llegar a estar en el nivel más alto, la Primera División. No obstante, en algunas ediciones las categorías inferiores no han otorgado ascensos o los descensos han sido desestimados.
El Campeonato Uruguayo de Fútbol nunca contó con un sistema de ligas que incluyera la disputa de una copa doméstica que posibilite enfrentamientos entre equipos de las cuatro divisionales existentes, aunque si tuvo en gran parte de su historia la realización de copas en paralelo, pero solo para equipos de la Primera División. La única excepción fue la disputa del Torneo de Copa de 1969, que permitió una competencia entre clubes de primera y segunda división. A partir de 2022 se comenzó  a disputar la Copa AUF Uruguay, con la participación de clubes de todas las divisionales junto a equipos del interior del país. La máxima cantidad de equipos que disputaron en una temporada la principal categoría fue de 20 clubes (1927), pero en la actualidad se cuenta con una acotada participación de 16 equipos, la mayoría de ellos provenientes de Montevideo.
El primer Campeonato Uruguayo de Primera División se disputó en el año 1900. Desde ese torneo hasta el 2024, se han disputado 121 torneos de primera división. La Asociación Uruguaya de Fútbol es el cuerpo gobernante del fútbol de Uruguay. Fue fundada el 30 de marzo de 1900. Es uno de los miembros fundadores de la Conmebol (1916) y miembro de la FIFA desde 1922, y está a cargo de la organización de la selección nacional y de los campeonatos oficiales de fútbol.

## Fútbol masculino

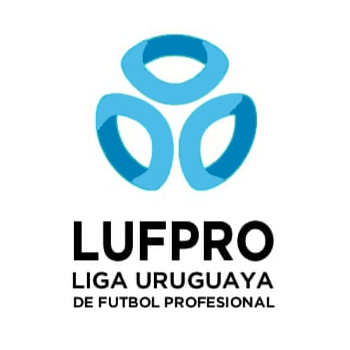
Algunos clubes crearon una entidad independiente para buscar administrar a la Primera División.

El sistema de ligas agrupa a los clubes afiliados a la Asociación Uruguaya de Fútbol, permitiendo el ascenso y descenso por méritos deportivos entre las 3 primeras categorías: se compone de dos divisionales profesionales (Primera División Profesional y Segunda División Profesional) y dos divisionales amateur (Primera División Amateur y Divisional D). Hay tres ascensos y tres descensos entre la Primera División y la Segunda División Profesional. Actualmente hay dos ascensos anuales y dos descensos entre la Primera Amateur y el fútbol profesional (Segunda División Profesional). No siempre ha habido libre pasaje desde amateurismo a profesionalismo, y en algunos casos por vía política se desactivaron algunos descensos deportivos.
El principal torneo a nivel de ingresos es la Primera División de Uruguay, conocida como "Campeonato Uruguayo". Algunos clubes acusaron que sus votos "solamente" representaban el 60% de la asamblea de la AUF, motivo por el cual necesitaban generar una plataforma independiente para regular sus campeonatos de manera autónoma al resto de la AUF, generando la LUFPRO. Esta entidad no tiene reconocimiento de la AUF, debido a que no alcanzó los votos necesarios durante la asamblea para su reconocimiento, por lo que la AUF continúa administrando todos los torneos de fútbol.

### Sistema de ligas de fútbol masculino
| Categoría | Ligas o divisiones del Fútbol Uruguayo  |
| --------- | --------------------------------------- |
| 1         | Liga AUF Uruguaya 16 equipos            |
| 2         | Segunda División Profesional 14 equipos |
| 3         | Primera Divisional C 27 equipos         |
| 4         | Divisional D 14 equipos                 |

### Evolución histórica
| Primera categoría |                                         |
| Período           | Denominación                            |
| 1900-1903         | The Uruguay Association Football League |
| 1904              | No se disputó                           |
| 1905-1931         | Liga Uruguaya de Football               |
| 1932-1935         | Liga Uruguaya de Football Profesional   |
| 1936-1941         | Primera División                        |
| 1942-1995         | Primera División "A"                    |
| 1996-2024         | Primera División Profesional            |
| 2025-             | Liga AUF Uruguaya                       |

| Segunda categoría |                              |
| Período           | Denominación                 |
| 1903-1914         | II División                  |
| 1915-1931         | Divisional Intermedia        |
| 1932-1936         | Sin Segunda División         |
| 1937-1941         | Divisional Intermedia        |
| 1942-1995         | Primera División "B"         |
| 1996-             | Segunda División Profesional |

| Tercera categoría |                            |
| Período           | Denominación               |
| 1913-1931         | Tercera "Extra"            |
| 1936-1941         | Divisional Extra           |
| 1942-1971         | Divisional Intermedia      |
| 1972-1995         | Primera División "C"       |
| 1996              | División de Aficionados    |
| 1997-2007         | Liga Metropolitana Amateur |
| 2008-2016         | Segunda División Amateur   |
| 2017-2018         | Segunda B Nacional         |
| 2019-2024         | Primera División Amateur   |
| 2025-             | Primera Divisional C       |

| Cuarta categoría |                      |
| Período          | Denominación         |
| 1942-1947        | Divisional Extra     |
| 1948-1971        | Divisional Extra "A" |
| 1972-1978        | Primera División "D" |
| 2021-            | Divisional D AUF     |

| Quinta categoría |                                  |
| Período          | Denominación                     |
| 1948-1966        | Divisional Extra "B"             |
| 1968-1971        | Divisional de Ascenso a la Extra |

| Sexta categoría |                      |
| Período         | Denominación         |
| 1966            | Divisional Extra "C" |

### Equipos participantes
La siguiente es una lista de los equipos que disputan los campeonatos oficiales en sus respectivas categorías durante la Temporada 2025. De los 71 clubes afiliados a la AUF que compiten en la rama masculina, 49 son de Montevideo y solo 22 corresponden a localías de otros departamentos, lo cual representa un 69% de equipos capitalinos, ubicados además en las principales divisionales.
| Boston River (Montevideo)      |
| Cerro (Montevideo)             |
| Cerro Largo (Cerro Largo)      |
| Danubio (Montevideo)           |
| Defensor Sp. (Montevideo)      |
| Juventud (Canelones)           |
| Liverpool (Montevideo)         |
| Miramar Mis. (Montevideo)      |
| Mdeo. City Torque (Montevideo) |
| M. Wanderers (Montevideo)      |
| Nacional (Montevideo)          |
| Peñarol (Montevideo)           |
| Plaza Colonia (Colonia)        |
| Progreso (Montevideo)          |
| Racing (Montevideo)            |
| River Plate (Montevideo)       |

| Albion (Montevideo)          |
| Artigas (Artigas)            |
| Atenas (Maldonado)           |
| Central Español (Montevideo) |
| Cerrito (Montevideo)         |
| Colón (Montevideo)           |
| Dep. Maldonado (Maldonado)   |
| Fénix (Montevideo)           |
| La Luz (Montevideo)          |
| Oriental (Canelones)         |
| Rampla Juniors (Montevideo)  |
| Rentistas (Montevideo)       |
| Tacuarembó (Tacuarembó)      |
| Uru. Montevideo (Montevideo) |

| Alto Perú (Montevideo)          |
| Basáñez (Montevideo)            |
| Bella Italia (Soriano)          |
| Bella Vista (Montevideo)        |
| Canadian (Montevideo)           |
| Cooper (Montevideo)             |
| Deportivo Colonia (Colonia)     |
| Deportivo Italiano (Montevideo) |
| Deutscher (Montevideo)          |
| Durazno (Durazno)               |
| Frontera Rivera (Rivera)        |
| Huracán (Montevideo)            |
| Huracán Buceo (Montevideo)      |
| Lito (Montevideo)               |
| Los Halcones (Montevideo)       |
| Mar de Fondo (Montevideo)       |
| Parque del Plata (Canelones)    |
| Paysandú (Paysandú)             |
| Platense (Montevideo)           |
| Potencia (Montevideo)           |
| Rocha (Rocha)                   |
| Salto (Salto)                   |
| Salus (Montevideo)              |
| Sud América (Montevideo)        |
| Terremoto (Montevideo)          |
| Villa Española (Montevideo)     |
| Villa Teresa (Montevideo)       |

| Academia (Montevideo)             |
| Deportivo C.E.M. (Montevideo)     |
| Dilio Sport (Canelones)           |
| Deportivo LSM (Canelones)         |
| Estudiantes del Plata (Canelones) |
| Keguay (Canelones)                |
| Melilla (Montevideo)              |
| Mdeo. Boca Juniors (Montevideo)   |
| Nuevo Casabó (Montevideo)         |
| Paso de la Arena (Montevideo)     |
| Real Montevideo (Montevideo)      |
| Rincón de Carrasco (Canelones)    |
| LIFFA (Maldonado)                 |
| Los Gorriones (Montevideo)        |

### Copas realizadas paralelamente al Campeonato Uruguayo
| AUF - Campeonato Uruguayo |                              |                                     |                                     |                                     |
| Período                   | Copas de la Liga             | Copas de la Liga                    | Copas de la Liga                    | Copas de la Liga                    |
| 1904                      | Copa Competencia             | Copa Competencia                    | Copa Competencia                    | Copa Competencia                    |
| 1905-1915                 | Copa Competencia             | Copa Competencia                    | Copa de Honor                       | Copa de Honor                       |
| 1916-1917                 | Copa Competencia             | Copa de Honor                       | Copa de Honor                       | Copa de Campeonato Albion           |
| 1918                      | Copa Competencia             | Copa Competencia                    | Copa de Honor                       | Copa de Honor                       |
| 1919                      | Copa Competencia             | Copa León Peyrou                    | Copa León Peyrou                    | Copa de Campeonato Albion           |
| 1920                      | Copa de Honor                | Copa de Honor                       | Copa León Peyrou                    | Copa León Peyrou                    |
| 1921                      | Copa Competencia             | Copa Competencia                    | Copa León Peyrou                    | Copa León Peyrou                    |
| 1922                      | Copa León Peyrou             | Copa León Peyrou                    | Copa León Peyrou                    | Copa León Peyrou                    |
| 1923                      | Copa Competencia             | Copa Competencia                    | Copa Competencia                    | Copa Competencia                    |
| 1924-1927                 | No hubo                      | No hubo                             | No hubo                             | No hubo                             |
| 1928-1930                 | Campeonato Ing. José Serrato | Campeonato Ing. José Serrato        | Campeonato Ing. José Serrato        | Campeonato Ing. José Serrato        |
| 1931-1933                 | No hubo                      | No hubo                             | No hubo                             | No hubo                             |
| 1934                      | Torneo Competencia           | Torneo Competencia                  | Torneo Competencia                  | Torneo Competencia                  |
| 1935                      | Torneo de Honor              | Torneo de Honor                     | Torneo de Honor                     | Torneo de Honor                     |
| 1936                      | Torneo Competencia           | Torneo Competencia                  | Torneo Competencia                  | Torneo Competencia                  |
| 1937-1940                 | Torneo de Honor              | Torneo de Honor                     | Torneo de Honor                     | Torneo de Honor                     |
| 1941                      | Torneo Competencia           | Torneo Competencia                  | Torneo de Honor                     | Torneo de Honor                     |
| 1942                      | Torneo de Honor              | Torneo de Honor                     | Torneo de Honor                     | Torneo de Honor                     |
| 1943-1951                 | Torneo Competencia           | Torneo Competencia                  | Torneo de Honor                     | Torneo de Honor                     |
| 1952-1953                 | Torneo Competencia           | Torneo de Honor                     | Torneo de Honor                     | Torneo Cuadrangular                 |
| 1954                      | Torneo Cuadrangular          | Torneo Cuadrangular                 | Torneo Cuadrangular                 | Torneo Cuadrangular                 |
| 1955                      | Torneo Competencia           | Torneo Competencia                  | Torneo de Honor                     | Torneo de Honor                     |
| 1956-1959                 | Torneo Competencia           | Torneo de Honor                     | Torneo de Honor                     | Torneo Cuadrangular                 |
| 1960                      | Torneo de Honor              | Campeonato Nacional General Artigas | Campeonato Nacional General Artigas | Torneo Cuadrangular                 |
| 1961                      | Torneo Competencia           | Torneo de Honor                     | Torneo de Honor                     | Campeonato Nacional General Artigas |
| 1962                      | Torneo Competencia           | Torneo de Honor                     | Campeonato Nacional General Artigas | Torneo Cuadrangular                 |
| 1963                      | Torneo Competencia           | Torneo de Honor                     | Torneo de Honor                     | Torneo Cuadrangular                 |
| 1964                      | Torneo de Honor              | Torneo de Honor                     | Torneo Cuadrangular                 | Torneo Cuadrangular                 |
| 1965                      | No hubo                      | No hubo                             | No hubo                             | No hubo                             |
| 1966                      | Torneo Cuadrangular          | Torneo Cuadrangular                 | Torneo Cuadrangular                 | Torneo Cuadrangular                 |
| 1967                      | Torneo de Honor              | Torneo de Honor                     | Torneo Cuadrangular                 | Torneo Cuadrangular                 |
| 1968                      | Torneo Cuadrangular          | Torneo Cuadrangular                 | Torneo Relámpago                    | Torneo Relámpago                    |
| 1969                      | Torneo de Copa               | Torneo de Copa                      | Torneo de Copa                      | Torneo de Copa                      |
| 1970-1974                 | No hubo                      | No hubo                             | No hubo                             | No hubo                             |
| 1975-1978                 | Liga Mayor                   | Liga Mayor                          | Liga Mayor                          | Liga Mayor                          |
| 1979-1984                 | No hubo                      | No hubo                             | No hubo                             | No hubo                             |
| 1985-1990                 | Torneo Competencia           | Torneo Competencia                  | Torneo Competencia                  | Torneo Competencia                  |
| 1991-2011                 | No hubo                      | No hubo                             | No hubo                             | No hubo                             |
| 2012                      | Torneo Preparación           | Torneo Preparación                  | Torneo Preparación                  | Torneo Preparación                  |
| 2013-2017                 | No hubo                      | No hubo                             | No hubo                             | No hubo                             |
| 2018-2021                 | Supercopa Uruguaya           | Supercopa Uruguaya                  | Supercopa Uruguaya                  | Supercopa Uruguaya                  |
| 2022-presente             | Copa AUF Uruguay             | Copa AUF Uruguay                    | Supercopa Uruguaya                  | Supercopa Uruguaya                  |

## Fútbol femenino
El Campeonato Uruguayo de Fútbol Femenino es el torneo nacional de mayor relevancia correspondiente a la rama femenina del fútbol uruguayo, y también está organizado por la Asociación Uruguaya de Fútbol desde 1997, a partir de una solicitud de FIFA.
El campeonato uruguayo femenino de mayores tiene a sus equipos distribuidos en dos categorías.

### Sistema de ligas de fútbol femenino
| Categoría | Ligas o divisiones del Fútbol Uruguayo Femenino |
| --------- | ----------------------------------------------- |
| 1         | Divisional A 10 equipos                         |
| 2         | Divisional B 12 equipos                         |

### Evolución histórica
| Primera División |                                        |
| Período          | Denominación                           |
| 1997-2015        | Campeonato Uruguayo de Fútbol Femenino |
| 2016-            | Divisional A                           |

| Segunda División |              |
| Período          | Denominación |
| 2016-            | Divisional B |

| Tercera División |              |
| Período          | Denominación |
| 2022             | Divisional C |

### Equipos participantes
La siguiente es una lista de los equipos que disputan los campeonatos oficiales en sus respectivas categorías durante la temporada 2023.
| Primera División (11 equipos) | Primera División (11 equipos) | Primera División (11 equipos) | Primera División (11 equipos) |
|                               |                               | Equipo                        | Localía                       |
| ----------------------------- | ----------------------------- | ----------------------------- | ----------------------------- |
|                               |                               | Boston River                  | Montevideo                    |
|                               |                               | Danubio                       | Montevideo                    |
|                               |                               | Defensor Sporting             | Montevideo                    |
|                               |                               | Fénix                         | Montevideo                    |
|                               |                               | Liverpool                     | Montevideo                    |
|                               |                               | Montevideo City Torque        | Montevideo                    |
|                               |                               | Montevideo Wanderers          | Montevideo                    |
|                               |                               | Nacional                      | Montevideo                    |
|                               |                               | Peñarol                       | Montevideo                    |
|                               |                               | Racing                        | Montevideo                    |
|                               |                               | River Plate                   | Montevideo                    |

| Segunda División (12 equipos) | Segunda División (12 equipos) | Segunda División (12 equipos) | Segunda División (12 equipos) |
|                               |                               | Equipo                        | Localía                       |
| ----------------------------- | ----------------------------- | ----------------------------- | ----------------------------- |
|                               |                               | Atenas                        | Maldonado                     |
|                               |                               | Canadian                      | Montevideo                    |
|                               |                               | Juventud                      | Canelones                     |
|                               |                               | Plaza Colonia                 | Colonia                       |
|                               |                               | Rampla Juniors                | Montevideo                    |
|                               |                               | Rentistas                     | Montevideo                    |
|                               |                               | Cerrito                       | Montevideo                    |
|                               |                               | Cerro                         | Montevideo                    |
|                               |                               | Huracán Buceo                 | Montevideo                    |
|                               |                               | San Jacinto Keguay            | Canelones                     |
|                               |                               | La Luz                        | Montevideo                    |
|                               |                               | UdelaR                        | Montevideo                    |